# Glasgow
 For alternative betydninger, se Glasgow (flertydig). (Se også artikler, som begynder med Glasgow)
Glasgow (skotsk: Glesga, skotsk gælisk: Glaschu) er Skotlands største by og den tredjestørste i Storbritannien. Den er beliggende ved Clyde-floden i det vestlige Skotlands Lowlands. Indbyggerne i byen kaldes Glaswegians på engelsk.
Glasgow voksede fra at være en lille by i landdistriktet ved floden Clyde til at blive en af de største havne i verden. Udvidelsen af det middelalderlige bispesæde og det kongelige burgh, og senere etableringen af University of Glasgow i 1400-tallet, gjorde, at byen blev centrum for oplysningstiden i Skotland i 1700-tallet. Fra 1700-tallet voksede Glasgow også til at blive en af Storbritanniens vigtigste knudepunkter for den transatlantiske handel med Nordamerika og Vestindien.
Med starten af den industrielle revolution øgedes befolkningstallet og økonomien i Glasgow og den omkringliggende region hurtigt og blev et af verdens fremtrædende centre for kemikalier, tekstil- og ingeniørvirksomhed; mest betydelig inden for skibsbygning og maskinindustrien, hvor der blev produceret mange innovative og berømte fartøjer. Glasgow er kendt som "Second City of the British Empire" (den anden by i det Britiske Imperium) under meget af victoriatiden og den edwardianske tid. I dag er byen et af Europas ti største finansielle centre og er hjemsted for mange af Skotlands førende virksomheder. Glasgow rangerer også som den 57. mest beboelige by i verden.
I slutningen af 1800-tallet og starten af 1900-tallet voksede befolkningen i Glasgow voldsomt og nåede et højdepunktet med 1.128.473 indbyggere i 1939. I 1960'erne blev der foretaget en omfattende byfornyelse, hvilket resulterede i en stor flytning af mennesker til nye byer og forstæder, ligesom skiftende inddelinger har reduceret den nuværende befolkning i City of Glasgow til omkring 592.000, mens der bor 1.199.629 i byområdet Greater Glasgow. Hele regionen, som konurbationen ligger i, huser cirka 2,3 millioner mennesker, hvilket svarer til 41 % af Skotlands befolkning.
Glasgow var værtsby for Commonwealth Games i 2014 og er en af kandidaterne til de Ungdomsolympiske lege i 2018.
Ved sydbredden af floden Clyde ligger Glasgow Science Centre, der åbnede i 2001 med blandt andet teknisk museum, planetarium og det 127 meter høje Glasgow Tower. Glasgow Museums har en række museer i byen, herunder Kelvingrove Art Gallery and Museum. Der findes en række andre museer i byen, heriblandt The Open Museum, Riverside Museum, Scottish Football Museum, Scotland Street School Museum, People's Palace, McLellan Galleries og Hunterian Museum and Art Gallery.
Glasgow er også navnet på Glasgow Kommune.